# Попкорн (фильм)
«Воздушная кукуруза» (англ. Popcorn; другое название — «Страшное кино») — фильм ужасов 1991 года.

## Сюжет
Группа студентов-кинематографистов вместе со своим преподавателем занимаются реконструкцией старого кинотеатра, чтобы подготовить его к предстоящему кинофестивалю. Обнаружив на складе старую плёнку под названием Possessor, студенты решают просмотреть её. Вскоре после этого начинается серия загадочных убийств. Возможно, в этом замешана Мэгги, которая пишет сценарий для фильма ужасов.

## В ролях
| Актёр            | Роль            |
| ---------------- | --------------- |
| Джилл Шелен      | Мэгги Батлер    |
| Том Виллард      | Тоби Д'Амато    |
| Ди Уоллес Стоун  | Сьюзенн Батлер  |
| Тони Робертс     | профессор Дэвис |
| Дерек Райдолл    | Марк            |
| Эллиотт Херст    | Леон            |
| Келли Джо Минтер | Шерил           |
| Малколм Дэнэр    | Бад             |
| Рэй Уолстон      | доктор Мнезин   |
| Карен Уиттер     | Джой            |

## Производство
Фильм был снят в Кингстоне, столице Ямайки. Первоначально, режиссёрское кресло занял Алан Ормсби, однако спустя несколько недель съёмок его заменил актёр Марк Хэрриер, известный по главной роли в молодёжной комедии «Порки». Роль Мэгги Батлер должна была сыграть Эми О’Нил, позднее роль отошла Джилл Шелен.

## Выпуск
«Попкорн» впервые вышел на экраны 1 февраля 1991 года, и не достиг кассового успеха. В первый уик-энд он был показан в более чем тысяче кинотеатрах и собрал $2,563,365.
Релиз на VHS состоялся в июне 1991. Согласно журналу Variety в 1993 продажи VHS-издания составили $2,043,179. Компания Elite Entertainment в 2001 году выпустила DVD-издание фильма.

## Критика
На сайте Rotten Tomatoes имеет 35 % свежести, на основании 20 рецензий.
Винсент Кэнби из The New York Times назвал фильм «лучшей пародией в своём жанре со времён Аллигатора». Кевин Томас из Los Angeles Times назвал фильм «гениальным» и «отличной данью уважения жанру». Ричард Харрингтон из The Washington Post отметил, что «Попкорн» имеет «несколько хороших идей, которые, к сожалению, остались нереализованными». Оуэн Глейберман из Entertainment Weekly поставил фильму оценку «B» и написал: «Хотя он даже не пытается вас напугать, это очень изящный фильм ужасов в стиле черных комиксов, один из редких фильмов в жанре с некоторым искренним остроумием».
Крис Хикс из Deseret News написал: «В целом „Попкорн“ настолько дилетантский в своем развитии, с псевдомодными диалогами, в которых каждые несколько строк упоминаются фильмы, в итоге он не становится ни страшным, ни забавным».